# Austria en los Juegos Olímpicos de Los Ángeles 1932
Austria estuvo representada en los Juegos Olímpicos de Los Ángeles 1932 por un total de 19 deportistas que compitieron en 7 deportes.  

## Medallistas
El equipo olímpico austríaco obtuvo las siguientes medallas:
| Nombre            | Deporte            | Competición          |
| ----------------- | ------------------ | -------------------- |
| Oro               |                    |                      |
| Ellen Preis       | Esgrima            | Florete individual F |
| Plata             |                    |                      |
| Hans Haas         | Halterofilia       | 67,5 kg M            |
| Bronce            |                    |                      |
| Karl Hipfinger    | Halterofilia       | 75 kg M              |
| Nickolaus Hirschl | Lucha grecorromana | +87 kg M             |
| Nickolaus Hirschl | Lucha libre        | +87 kg M             |